# 南涧杜鹃
南涧杜鹃（学名：Rhododendron nanjianense）为杜鹃花科杜鹃花属下的一个种。

## 扩展阅读
- 維基物種上的相關：南涧杜鹃